# Patinatge de velocitat als Jocs Olímpics d'hivern de 1932 - 10.000 metres
Als Jocs Olímpics d'Hivern de 1932 celebrats a la ciutat de Lake Placid (Estats Units d'Amèrica) es realitzà una prova de patinatge de velocitat sobre gel en una distància de 10.000 metres que formà part del programa oficial de patinatge de velocitat als Jocs Olímpics d'hivern de 1932.
La prova es disputà entre els dies 5 i 8 de febrer de 1932 a l'Estadi Olímpic de Lake Placid.

## Comitès participants
Hi participaren un total de 18 patinadors de 6 comitès nacionals diferents.
| - Canadà (4) - Estats Units (4) - Finlàndia (1) |  | - Japó (4) - Noruega (4) - Suècia (1) |

## Resum de medalles
| Or            | Argent          | Bronze      |
| Irving Jaffee | Ivar Ballangrud | Frank Stack |

## Resultats

### Primera ronda
Les dues rondes es realitzaren el dia 5 de febrer de 1932 a la tarda.
Ronda 1
En finalitzar aquesta ronda es va presentar una protesta en contra de dos dels patinadors (Alexander Hurd i Edwin Wedge) per a no fixar el ritme de la competició d'acord amb el nombre de voltes establerts.
| Posició | Nom              | Temps   | Qual. |
| ------- | ---------------- | ------- | ----- |
| 1       | Alexander Hurd   | 17:41.3 | (Q)   |
| 2       | Valentine Bialas |         | (Q)   |
| 3       | Ivar Ballangrud  |         | (Q)   |
| 4       | Edwin Wedge      |         | (Q)   |
| 5       | Shozo Ishihara   |         |       |
| 6       | Michael Staksrud |         |       |
| 7       | Ossi Blomqvist   |         |       |
| –       | Marion McCarthy  | NF      |       |
| –       | Tomejo Uruma     | NF      |       |

Ronda 2
En finalitzar aquesta ronda es presentà una protesta contra un patinador (Frank Stack), aquesta vegada per interferir a la recta final.
| Posició | Nom               | Temps   | Qual. |
| ------- | ----------------- | ------- | ----- |
| 1       | Eddie Schroeder   | 17:52.2 | (Q)   |
| 2       | Frank Stack       |         | (Q)   |
| 3       | Irving Jaffee     |         | (Q)   |
| 4       | Bernt Evensen     |         | (Q)   |
| 5       | Hans Engnestangen |         |       |
| 6       | Ingvar Lindberg   |         |       |
| 7       | Tokuo Kitani      |         |       |
| –       | Yasuo Kawamura    | NF      |       |
| –       | Willy Logan       | NF      |       |

En finalitzar les dues rondes l'àrbitre estatunidenc Joseph K. Savage va remetre l'assumpte als tres delegats tècnics. El britànic Herbert J. Clarke, el finlandès Water Jakobsson i l'alemany Hermann Kleeberg decidiren repetir les dues sèries l'endemà al matí
Ronda 1
| Posició | Nom              | Temps   | Qual. |
| ------- | ---------------- | ------- | ----- |
| 1       | Alexander Hurd   | 17:56.2 | Q     |
| 2       | Ivar Ballangrud  |         | Q     |
| 3       | Valentine Bialas |         | Q     |
| 4       | Edwin Wedge      |         | Q     |
| 5       | Ossi Blomqvist   |         |       |
| 6       | Michael Staksrud |         |       |
| –       | Shozo Ishihara   | NF      |       |
| –       | Marion McCarthy  | NF      |       |
| –       | Tomejo Uruma     | NF      |       |

Heat 2
| Posició | Nom               | Temps   | Qual. |
| ------- | ----------------- | ------- | ----- |
| 1       | Irving Jaffee     | 18:05.4 | Q     |
| 2       | Frank Stack       |         | Q     |
| 3       | Bernt Evensen     |         | Q     |
| 3       | Eddie Schroeder   |         | Q     |
| 5       | Willy Logan       |         |       |
| 6       | Hans Engnestangen |         |       |
| –       | Ingvar Lindberg   | NF      |       |
| –       | Tokuo Kitani      | NF      |       |
| –       | Yasuo Kawamura    | NF      |       |

En finalitzar la repetició de les dues sèries es qualificaren els mateixos patinadors que la primera vegada que les havien disputat.

### Final
| Place | Name             | Time        |
| ----- | ---------------- | ----------- |
| 1     | Irving Jaffee    | 19:13.6     |
| 2     | Ivar Ballangrud  | 5 m darrera |
| 3     | Frank Stack      | 6 m darrera |
| 4     | Edwin Wedge      |             |
| 5     | Valentine Bialas |             |
| 6     | Bernt Evensen    |             |
| 7     | Alexander Hurd   |             |
| 8     | Eddie Schroeder  |             |